# JR東日本新潟シティクリエイト

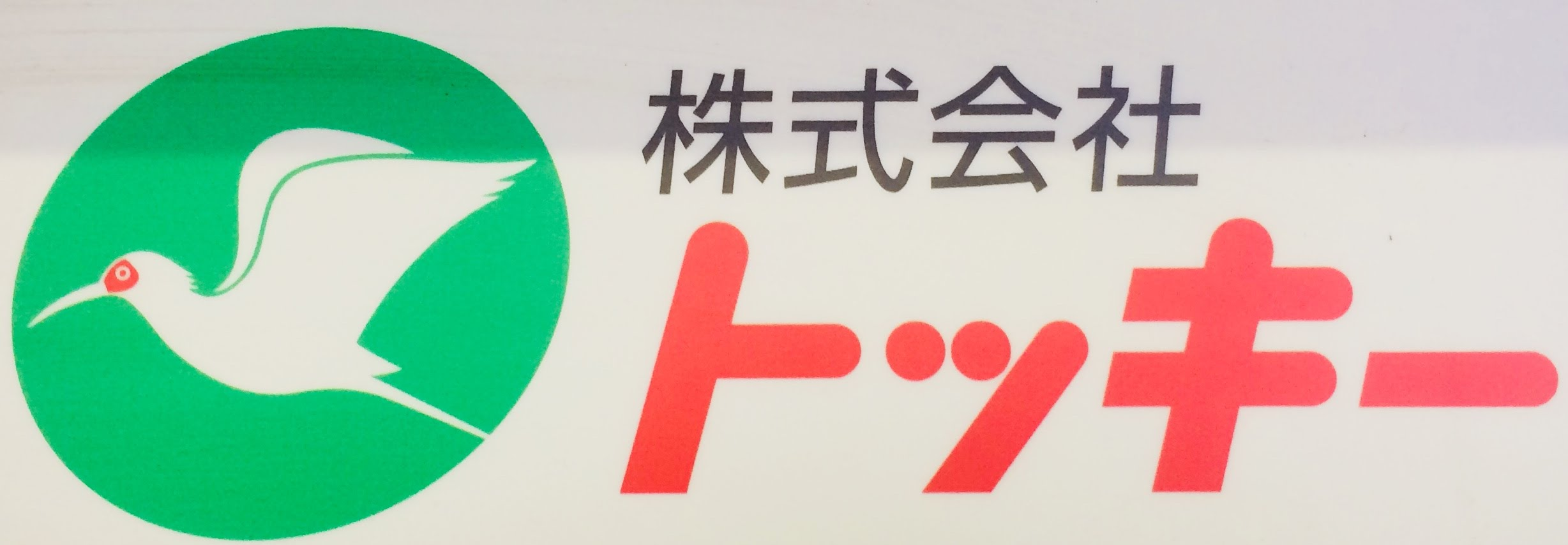
トッキー時代のロゴ

JR東日本新潟シティクリエイト株式会社（ジェイアールひがしにほんにいがたシティクリエイト）は、新潟県新潟市中央区に本社を置く、JR東日本新潟支社管内で駅ビル「CoCoLo」、ホテルの運営、JR東日本の駅業務受託（ステーションサービス）などを行っている同社の完全子会社（連結子会社）である。

## 沿革
- 1989年3月2日：株式会社トッキーとして設立[1]。
- 2004年10月1日：セゾン・ド・ニイガタ（現：CoCoLo本館）などの駅ビル事業を展開していた「越後ステーション開発株式会社」を吸収合併[3]。
- 2013年4月1日：日本レストランエンタプライズ及びJR東日本リテールネットの一部店舗の運営移管。
- 2020年10月1日：JR東日本新潟シティクリエイト株式会社（JENIC）に商号変更[4]。
- 2022年4月1日：JR東日本グループの事業再編に伴い、ジェイアール新潟ビジネス（JNB）を吸収合併し同社の事業を継承[5]。

## 事業

### 駅ビル事業
- 新潟駅
  - CoColo新潟1階WEST SIDE
  - CoColo新潟2階WEST SIDE(旧CoColo西N+)
  - CoCoLo新潟1階EAST SIDE
  - CoColo新潟2階EAST SIDE(旧CoColo東)
  - CoCoLo南館
  - CoCoLo新潟メッツ館
- 長岡駅
  - CoCoLo長岡（旧：セゾン・ド・ナガオカ および セゾン・ドゥ）
- 越後湯沢駅
  - CoCoLo湯沢（旧：プラトーゆざわ）

### ショップ事業
- 直江津駅
  - トッキーなおえつストア
- 高田駅(えちごトキめき鉄道)
  - Newdays
- 越後湯沢駅
  - ゆざわ銘品館
  - クックゆざわ
  - 鮮魚センター
- 長岡駅
  - 長岡やなぎ庵
- 新潟駅
  - にいがた銘品館
  - にいがた山海屋
  - VIE DE FRANCE CAFE
  - 新潟やなぎ庵
- 酒田駅
  - 清川屋

### ホテル事業
- JR東日本ホテルメッツチェーン
  - JR東日本ホテルメッツ長岡
  - JR東日本ホテルメッツ新潟
- ホテルファミリーオ佐渡相川

### 駐車場事業
駅周辺や線路脇を中心に、数多くの月極駐車場や時間制駐車場を展開している。

### 不動産事業
駅や新幹線の高架下を中心とした不動産賃貸事業を展開している。

### 広告事業
列車の中吊りポスター、サインボード、ショーウィンドウ展示広告、ステップ広告、市内案内広告などを取扱う。

### 駅業務受託
JR東日本新潟支社管内の一部駅の運営・管理業務を受託。元々は子会社のジェイアール新潟ビジネスが業務を受託していたが、グループ会社再編により、現在は同社が業務を受託。